# 小竹站
小竹站（日语：／ Kotake eki */?）是位於福岡縣鞍手郡小竹町，屬於九州旅客鐵道（JR九州）的筑豐本線（福北豐線）車站。車站編號為JC17。此站過去可轉乘日本國有鐵道（國鐵）幸袋線，以及前往新多站貨物支線的分支點。

## 歷史
- 1892年（明治25年）10月28日 - 筑豐興業鐵道（日语：筑豊興業鉄道）（在1894年公司改名為筑豐鐵道（日语：筑豊鉄道））直方站至此站之間開業，此站啟用[1]。
- 1893年（明治26年）7月3日 - 此站至飯塚之間開通。
- 1894年（明治27年）12月28日 - 此站至幸袋站（幸袋炭坑）之間（後來為幸袋線）開通[3]。
- 1897年（明治30年）10月1日 - 筑豐鐵道被九州鐵道（第一代）收購[4]。
- 1902年（明治35年）6月2日 - 此站至鹽頭站（日语：塩頭駅）之間的貨物支線（後來為筑豐本線）開通。
- 1907年（明治40年）6月1日 - 九州鐵道（第一代）被國有化，成為帝國鐵道廳車站[5]。
- 1913年（大正2年）7月1日 - 此站至新多站（日语：新多駅）之間貨物支線（筑豐本線）開通。
- 1945年（昭和20年）6月10日 - 此站至鹽頭站之間的貨物支線廢止。
- 1969年（昭和44年）
  - 7月1日 - 此站至至新多之間的貨物支線廢止。
  - 12月8日 - 幸袋線廢止[3]。
- 1982年（昭和57年）11月15日 - 結束貨物起卸業務。
- 1987年（昭和62年）4月1日 - 伴隨國鐵分割民營化，車站由九州旅客鐵道（JR九州）營運[6][7]。
- 2001年（平成13年）10月6日 - 翻新車站大樓[1][8]。建設跨站式站房，由2面2線相對式月台變成1面2線島式月台[1][8]。
- 2009年（平成21年）3月1日 - 此站可以使用IC卡「SUGOCA」[9]。

## 車站構造
本站是地面車站，在運送煤炭的全盛時期設有多條側線。隨後車站範圍大幅整理，在筑豐本線電氣化之際，此站月台變成1面2線的島式月台，並重建為跨站式站房。在站內設有閘外行人通道和小竹町社區會堂。車站主題是取自站名「竹」。現時車站遺留了新多支線的分支點，該處變成為側線，並停泊維護路軌車輛。
此站是由JR九州鐵道營業管理的業務委託車站。站內設有簡易型自動售票機與POS終端設備，但沒有設置MARS系統。此站可使用SUGOCA，但是不能購買SUGOCA，只可為SUGOCA增值。

### 月台
| 月台 | 路線     | 上下行 | 方向             |
| ---- | -------- | ------ | ---------------- |
| 1    | 福北豐線 | 下行   | 新飯塚、博多方向 |
| 2    | 福北豐線 | 上行   | 直方、折尾方向   |

## 使用狀況
在2018年度的1日平均乘車人次為698人，在JR九州車站中排名210位。
以下為近年1日平均乘車人次列表：
| 年度               | 1日平均 乘車人次 |
| ------------------ | ---------------- |
| 2016年（平成28年） | 700              |
| 2017年（平成29年） | 714              |
| 2018年（平成30年） | 698              |

## 車站周邊
- 國道200號（日语：国道200号）
- 福岡縣道74號宮田小竹線（日语：福岡県道74号宮田小竹線）
- 遠賀川（日语：遠賀川）親睦橋
- 小竹町公所 - 在2020年5月7日遷移至車站附近。
- 小竹團地 (工業團地)
- 日本郵政小竹郵局
- Trial 小竹店
- 小竹町立小竹南小學
- Mission Valley高爾夫俱樂部

## 巴士路線
以下路線均在西出口的迴旋路出發
- 小竹町巡回巴士「太陽花號」小竹站西口巴士站 - 前往町內各處（逢星期六下午、星期日和假日暫停服務）
- 宮若市乘合巴士「宮田、小竹線」小竹站巴士站 - 前往JR宮田

## 相鄰車站
九州旅客鐵道（JR九州）
 福北豐線（筑豐本線）
■快速
直方（JC19）－（部分停勝野（JC18））小竹（JC17）－鯰田（JC16）
■普通
勝野（JC18）－小竹（JC17）－鯰田（JC16）

### 曾經存在的路線
日本國有鐵道
幸袋線
小竹－目尾

## 注腳
1. 1 2 3 4 5 6 7 8 9 10  . 週刊JR全駅・全車両基地 (朝日新聞出版). 2012-09-23, (07): 22 （日语）.
2. 1 2  . JR九州鐵道營業.   [2017-11-13]. （原始内容存档于2017-06-26） （日语）.
3. 1 2 3 4  弓削信夫. . 葦書房. 1993-10-15: 151–152. ISBN 4751205293 （日语）.
4. ↑  . 週刊JR全駅・全車両基地 (朝日新聞出版). 2012-09-23, (07): 30–31 （日语）.
5. ↑  廣岡治哉 『近代日本交通史 明治維新から第二次大戦まで』 法政大學出版局，1987年4月15日。ISBN 978-4588600173
6. ↑  『交通年鑑 昭和63年版』 交通協力會，1988年3月。
7. ↑  今村都南雄 『民営化の效果と現実NTTとJR』 中央法規出版，1997年8月。ISBN 978-4805840863
8. 1 2 3 4  . 交通新聞 (交通新聞社). 2001-05-10: 3 （日语）.
9. ↑  . 交通新聞 (交通新聞社). 2009-03-03: 1 （日语）.
10. ↑  SUGOCA 利用可能エリア （页面存档备份，存于）（日語） 九州旅客鐵道，截至平成28年3月26日（2016年10月5日參閲）。
11. 1 2   (PDF). 九州旅客鉄道.   [2019-08-05]. （原始内容存档 (PDF)于2019-12-06） （日语）.
12. ↑   (PDF). 九州旅客鉄道.   [2019-06-08]. （原始内容 (PDF)存档于2018-07-17） （日语）.

## 外部連結
- 小竹（車站資訊） - 九州旅客鐵道（日語）